# Avressieux
Avressieux település Franciaországban, Savoie megyében. Lakosainak száma 534 fő (2022. január 1.). Avressieux Belmont-Tramonet, Rochefort, Verel-de-Montbel és Saint-Genix-les-Villages községekkel határos.

## Népesség
A település népességének változása:
| Lakosok száma | 503  | 517  | 536  | 522  | 524  | 526  | 531  | 531  | 534  |
|               | 2013 | 2015 | 2016 | 2017 | 2018 | 2019 | 2020 | 2021 | 2022 |